# …to be "Kissin'you"
「…to be "Kissin'you"」（トゥ・ビー・キッシン・ユー）は、2000年4月1日に発売された浜田省吾の32枚目のシングル。初回プレス盤は紙ジャケット仕様となっている。

## 音楽性
表題曲の「…to be "Kissin'you"」は、2000年の正月に一気に書き上げられ、そのまま1月中にレコーディングされた、グランジ色の強いロック・ナンバーに仕上がっている。2001年発売のアルバム『SAVE OUR SHIP』収録されているヴァージョンとはミックスが異なり、1曲目の「…to be "Kissin'you" (french edit)」は、アルバム・ヴァージョンより短く編集されている。
カップリングの「真夏の路上」は、1995年に吉田栄作に提供した「真夏の路上 〜午前3時のWILD BOY〜」のセルフカバー。アルバム『SAVE OUR SHIP』収録されているヴァージョンとはミックスが異なる。

## 収録曲
| 全作詞・作曲: 浜田省吾、全編曲: 浜田省吾 & 水谷公生。 |                                      |          |            |      |
| #                                                     | タイトル                             | 作詞     | 作曲・編曲 | 時間 |
| 1.                                                    | 「…to be "Kissin'you"」(french edit) | 浜田省吾 | 浜田省吾   | 4:21 |
| 2.                                                    | 「真夏の路上」                       | 浜田省吾 | 浜田省吾   | 3:49 |
| 3.                                                    | 「…to be "Kissin'you"」              | 浜田省吾 | 浜田省吾   | 5:58 |
| 合計時間:                                             | 合計時間:                            | 14:08    |            |      |

## 参加ミュージシャン
| …to be "Kissin'you" - Programming & Electric Guitars：水谷公生 - Additional Drums：大久保敦夫 - Bass：岡沢茂 - Acoustic Guitars：浜田省吾 - Synthesizers：福田裕彦 - Saxophone：古村敏比古 - Chorus：町支寛二 | 真夏の路上 - Drums：大久保敦夫 - Bass & Chorus：岡沢茂 - Electric Guitars：水谷公生 - Chorus：町支寛二 |